# Megachile corduvensis
Megachile corduvensis är en biart som beskrevs av Carlos Schrottky 1909. Megachile corduvensis ingår i släktet tapetserarbin, och familjen buksamlarbin. Inga underarter finns listade i Catalogue of Life.